# Конрад IX фон Вайнсберг
Конрад IX (VII) фон Вайнсберг (на немски: Konrad IX (VII) von Weinsberg; Conrad VII von Weinsberg; * ок. 1370; † 18 януари 1448) е господар на Вайнсберг. Той е имперски наследствен кемерер на служба при крал (по-късно император) Сигизмунд Люксембургски и крал Албрехт II, организира имперските финанси.

## Произход
Той е син на граф Енгелхард VIII фон Вайнсберг († 1417) и съпругата му графиня Анна фон Лайнинген-Хартенбург († 1413/1415), дъщеря на граф Емих VI фон Лайнинген-Хартенбург († 1381) и първата му съпруга Луитгард (Лукард) фон Фалкенщайн († 1354/1362).

## Фамилия
Първи брак: между 26 август и 11 ноември 1396 г. с Анна фон Хоенлое (* пр. 1371; † 1 юни 1434), вдовица на Конрад II (IV) фон Хоенлое-Браунек-Браунек († 1390), дъщеря на граф Крафт III фон Хоенлое-Вайкерсхайм († 1371) и Анна фон Лойхтенберг († 1390). Те имат една дъщеря:
- Елизабет (* пр. 1424; † сл. 26 януари 1498), омъжена пр. 1422 г. за херцог Ерих V фон Саксония-Лауенбург-Ратцебург († 1435)

Втори брак: на 8 септември 1434 г. в Швайнфурт с Анна фон Хенеберг-Шлойзинген (* 26 януари 1421; † сл. 3 март 1455), дъщеря на граф Вилхелм I фон Хенеберг-Шлойзинген († 1426) и принцеса Анна фон Брауншвайг-Гьотинген († 1426). Те имат двама сина:
- Филип фон Вайнсберг (* пр. 1448; † 26 ноември 1506), женен на 28 юли 1478 г. за Анна фон Щофелсхайм († 28 декември 1509), родители на Катарина фон Вайнсберг († 1538), омъжена 1498 г. за граф Еберхард IV фон Епщайн-Кьонигщайн-Диц († 1535), син на граф Филип I фон Епщайн-Кьонигщайн
- Филип (* пр. 1448; † сл. 1507/сл. 1 февруари 1511)